# Герб Амстердама
Герб Амстердама представляет собой официальную символику столицы Нидерландов, отражающую историческое значение и развитие города. На гербе изображены три символических элемента: красный щит, щит венчает Австрийская императорская корона, по бокам два золотых льва. Внизу, как и полагается, девиз Амстердама. Геральдические элементы имеют свою основу в истории Амстердама. Кресты и корона встречаются в качестве украшения на различных местах в городе. Датой официального утверждения герба стало 26 июня 1816 года.

## Элементы

### Первый элемент
В самом центре композиции и представлен в виде геральдического щита. Щит красного цвета, посередине которого, вертикально проходит широкая чёрная полоса, на ней расположены три белых косых креста. На счет этих крестов существует две версии, первая версия гласит, что эти символы обозначают кресты Святого Андрея Первозванного, а по второй версии — эти символы характеризуют опасность, которая может угрожать городу, а именно: водная стихия — потоп, огненная стихия — пожар и чума, несущая мор.

### Второй элемент

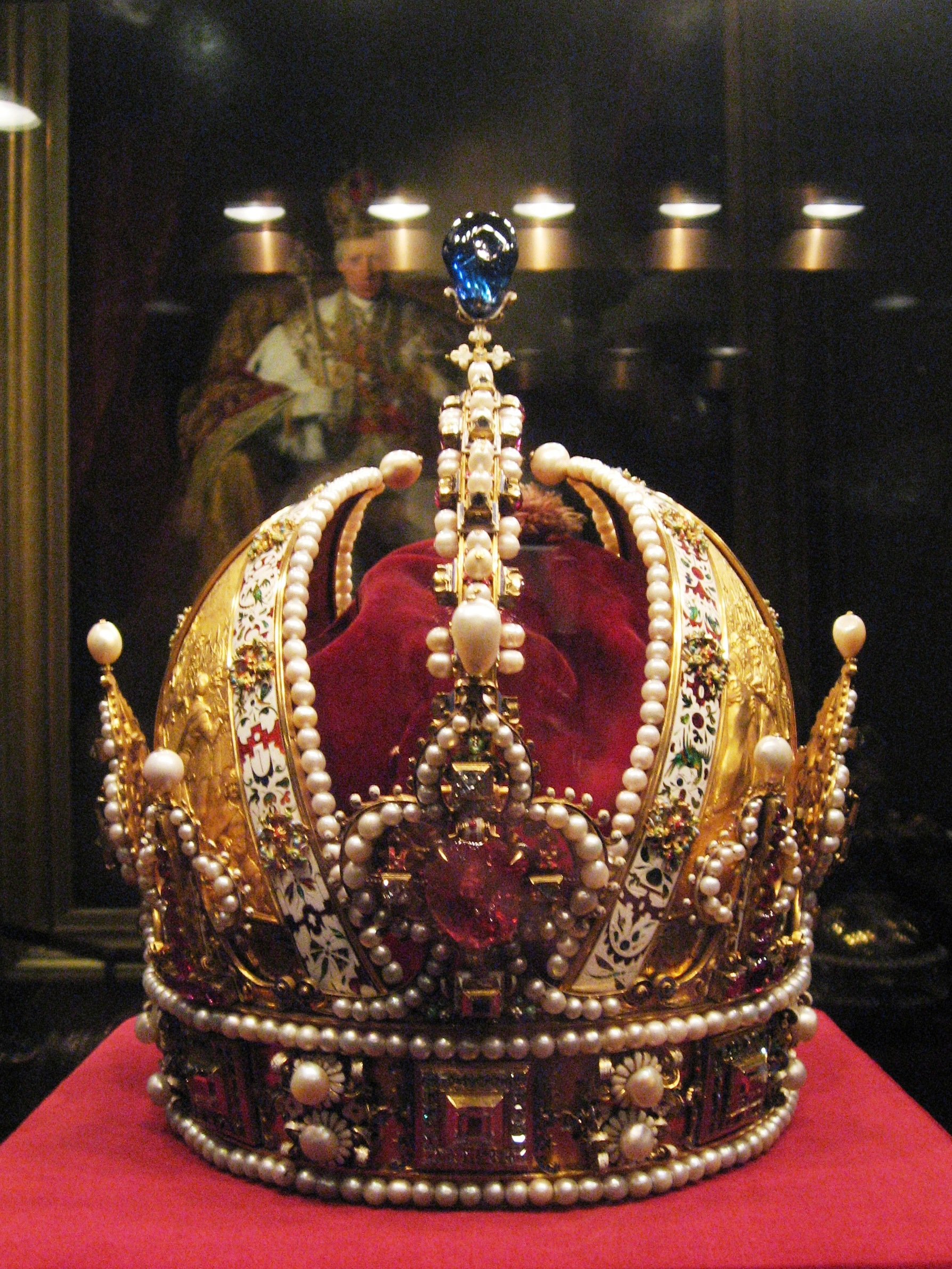
Корона Австрийской империи, венчающая щит в гербе Амстердама

Австрийская императорская корона, которая изменяла свой вид несколько раз. Первая корона занесена в рисунок герба в 1489 году, когда королём Германии — Максимилианом I, за оказанные услуги, город был награждён правом украсить свой герб символикой королевской короны. В 1508 году корону заменили императорской короной Максимилиана, которого короновали как императора Священной Римской империи. В начале XVII века корона Максимилиана была заменена короной императора Рудольфа II, которая стала Австрийской императорской короной.

### Третий элемент
Львы придерживающие с обеих сторон щит и корону, они появились на гербе в конце XVI века, в этот период Амстердам и провинция были объединены в единую Республику Нидерланды, в которую вошли ещё семь провинций.

## Девиз
В феврале 1941 года в городе были забастовки, которые начались из-за преследования евреев нацистским режимом.
Королева Вильгельмина, помня роль граждан Амстердама во время забастовок, создала девиз, состоящий из голландских слов «Heldhaftig, Vastberaden, Barmhartig», что означает «доблестный, мужественный, сострадательный». 29 марта 1947 года королева Вильгельмина внесла девиз как часть герба Амстердама в правительство города за проявленное мужество в годы Второй мировой войны.
В гербе Амстердама девиз написан на серебряном свитке.